# Kálmán Sóvári
Kálmán Sóvári (21. prosince 1940 Budapešť – 16. prosince 2020) byl maďarský fotbalista, obránce.

## Fotbalová kariéra
Byl členem maďarské reprezentace na mistrovství světa ve fotbale 1962, ale v utkání nenastoupil. Byl členem maďarské reprezentace na mistrovství světa ve fotbale 1966, nastoupil v utkání s Portugalskem. Za reprezentaci Maďarska nastoupil v letech 1960–1966 v 17 utkáních.  V maďarské lize hrál za Dózsu Újpest a VM Egyetértés Budapest. S Dózsou Újpest získal v roce 1960 ligový titul. Nastoupil ve 280 ligových utkáních a dal 5 gólů. V Poháru mistrů evropských zemí nastoupil ve 2 utkáních, v Poháru vítězů pohárů nastoupil v 11 utkáních a dal 1 gól a v Poháru UEFA nastoupil v 11 utkáních.

## Ligová bilance
| Ročník                   | Zápasy | Góly | Klub                   |
| ------------------------ | ------ | ---- | ---------------------- |
| 1. maďarská liga 1957/58 | 5      | 0    | Dózsa Újpest           |
| 1. maďarská liga 1958/59 | 16     | 0    | Dózsa Újpest           |
| 1. maďarská liga 1959/60 | 3      | 0    | Dózsa Újpest           |
| 1. maďarská liga 1960/61 | 16     | 1    | Dózsa Újpest           |
| 1. maďarská liga 1961/62 | 26     | 0    | Dózsa Újpest           |
| 1. maďarská liga 1962/63 | 11     | 0    | Dózsa Újpest           |
| 1. maďarská liga 1963    | 5      | 0    | Dózsa Újpest           |
| 1. maďarská liga 1964    | 25     | 1    | Dózsa Újpest           |
| 1. maďarská liga 1965    | 24     | 1    | Dózsa Újpest           |
| 1. maďarská liga 1966    | 17     | 0    | Dózsa Újpest           |
| 1. maďarská liga 1967    | 26     | 0    | Dózsa Újpest           |
| 1. maďarská liga 1968    | 16     | 0    | Dózsa Újpest           |
| 1. maďarská liga 1969    | 23     | 1    | VM Egyetértés Budapest |
| 1. maďarská liga 1971/72 | 29     | 1    | VM Egyetértés Budapest |
| 1. maďarská liga 1972/73 | 23     | 0    | VM Egyetértés Budapest |
| 1. maďarská liga 1973/74 | 15     | 0    | VM Egyetértés Budapest |
| CELKEM 1. liga           | 280    | 5    |                        |